# Åsandfjorden
Åsandfjorden (også skrevet Åsanfjorden) er en fjord på vestsiden af Langøya i Bø kommune i Nordland fylke  i Norge. Fjorden går ti kilometer mod øst til Eidet i enden af fjorden.
Fjorden starter mellem Floholman i nord og Nittingen i syd. Åsandøyan ligger midt i fjorden. En anden ø i den ydre del er Torvøy. På sydsiden af fjorden går Spjelkvågen og Husvågen mod syd. Husvågen er også en bebyggelse i  enden af bugten. Mellem Småskjæran og Dagfinnskjæret og ind til enden af fjorden bliver den kaldt Eidspollen. 
Fylkesvej 915 (Nordland) går langs nordsiden af fjorden.